# 1022년

## 연호
- 북송(北宋) 건흥(乾興) 원년
- 요(遼) 태평(太平) 2년
- 일본(日本) 지안(治安) 2년
- 리 왕조(李朝) 투언티엔(順天) 13년

## 기년
- 북송(北宋) 진종(眞宗) 25년
- 요(遼) 성종(聖宗) 41년
- 고려(高麗) 현종(顯宗) 13년
- 리 왕조(李朝) 태조(太祖) 13년

## 사건
- 향리의 장의 명칭을 군현에서는 호장(戶長), 향·부곡 등에서는 장(長)으로 간소화시킴.

## 탄생
- 해럴드 2세, 영국의 국왕.